# Natalie Bale
Natalie Bale (Perth, 7 de abril de 1986) es una deportista australiana que compitió en remo.
Ganó una medalla de plata en el Campeonato Mundial de Remo de 2005, en la prueba de dos con timonel. Participó en los Juegos Olímpicos de Pekín 2008, ocupando el sexto lugar en la prueba de ocho con timonel.

## Palmarés internacional
| Campeonato Mundial | Campeonato Mundial | Campeonato Mundial | Campeonato Mundial |
| Año                | Lugar              | Medalla            | Prueba             |
| ------------------ | ------------------ | ------------------ | ------------------ |
| 2005               | Kaizu (Japón)      | Medalla de plata   | Dos sin timonel    |